# Tipula philippiana
Tipula philippiana är en tvåvingeart som beskrevs av Alexander 1920. Tipula philippiana ingår i släktet Tipula och familjen storharkrankar. Inga underarter finns listade i Catalogue of Life.